# 그는 당신에게 반하지 않았다 (텔레비전 프로그램)
《그는 당신에게 반하지 않았다》는 엠넷에서 2010년 6월 25일부터 2011년 2월 25일까지 방송 된 러브 버라이어티 프로그램이다.

## 진행
- 김원희
- 알렉스 (16회부터 하차)
- 정형돈 (22회부터 합류[1])
- 황광희 (22회부터 합류)

## 방송 목록
| 회차 | 방송 일자        | 여성 출연자    | 출연자                                                       | 비고                           |
| ---- | ---------------- | -------------- | ------------------------------------------------------------ | ------------------------------ |
| 1    | 2010년 6월 25일  | 심보희, 박소현 | 하상백, 후지타 사유리, 이유진, 박성광, 김라나, 에이미        |                                |
| 2    | 2010년 7월 2일   | 한구름, 심니콜 | 하상백, 후지타 사유리, 이유진, 박성광, 슈프림팀              |                                |
| 3    | 2010년 7월 9일   | 조윤주, 조운   | 후지타 사유리, 박성광, 박지선, 천둥, 미르                    |                                |
| 4    | 2010년 7월 16일  | 송해나, 정아름 | 후지타 사유리, 박성광, 박지선, 천수정                        |                                |
| 5    | 2010년 7월 23일  |                |                                                              | 나쁜 남자 인터뷰 모음          |
| 6    | 2010년 7월 30일  | 김해나, 정도아 | 하상백, 후지타 사유리, 원투                                  |                                |
| 7    | 2010년 8월 6일   | 강은비, 김은정 | 하상백, 후지타 사유리, 이유진, 성은                          |                                |
| 8    | 2010년 8월 13일  | 조윤영, 이유하 | 하상백, 후지타 사유리, 이유진, 성은                          |                                |
| 9    | 2010년 8월 20일  | 박구슬, 이수진 | 이유진, 박슬기                                               |                                |
| 10   | 2010년 8월 27일  | 주승하, 정수지 | 하상백, 이유진, 원투                                         |                                |
| 11   | 2010년 9월 3일   | 장진, 조누리나 | 하상백, 후지타 사유리, 박성광, 이유진, 서인국, 김소리        |                                |
| 12   | 2010년 9월 10일  | 서규리, 김민정 | 하상백, 후지타 사유리, 박성광, 박지선, 채연                  |                                |
| 13   | 2010년 9월 17일  | 한구름, 정도아 | 하상백, 후지타 사유리, 박성광, 이유진, 김경진, 로티플 스카이 |                                |
| 14   | 2010년 9월 24일  |                |                                                              | 나쁜 남자 컬렉션               |
| 15   | 2010년 10월 1일  | 원윤미, 한지이 | 하상백, 후지타 사유리, 박성광, 이유진, 김경진                |                                |
| 16   | 2010년 10월 8일  | 민주희, 장새별 | 하상백, 후지타 사유리, 박성광, 이유진, 시크릿                | 알렉스 하차 / 스페셜 MC 이유진 |
| 17   | 2010년 10월 15일 | 김하율, 김수민 | 하상백, 후지타 사유리, 김재우, 성은, 인피니트                | 스페셜 MC 이유진, 황현희       |
| 18   | 2010년 10월 22일 | 장서지, 황정미 | 하상백, 후지타 사유리, 김재우, 이파니, 유키스                | 스페셜 MC 정재용               |
| 19   | 2010년 11월 6일  | 이경은, 변지영 | 하상백, 후지타 사유리, 김재우, 이파니                        | 스페셜 MC 조혜련               |
| 20   | 2010년 11월 12일 | 김라나, 이샘   | 나인뮤지스                                                   | 스페셜 MC 박휘순               |
| 21   | 2010년 11월 19일 | 손윤미, 조둘리 | 나인뮤지스                                                   | 스페셜 MC 박휘순               |
| 22   | 2010년 12월 3일  | 김재경, 고나은 | 레인보우                                                     | 정형돈, 황광희 합류            |
| 23   | 2010년 12월 10일 | 오승아, 조현영 | 레인보우                                                     |                                |
| 24   | 2010년 12월 17일 | 김서영, 박주연 | 나인뮤지스                                                   |                                |
| 25   | 2010년 12월 24일 | 곽수연, 정재은 |                                                              |                                |